# Nhà thờ Chúa giáng sinh của Đức Trinh Nữ Maria ở Příbor
Nhà thờ Chúa giáng sinh của Đức Trinh Nữ Maria ở Příbor  (tiếng Séc: Kostel Narození Panny Marie v Příbor) là một nhà thờ giáo xứ Công giáo La Mã có từ thời Trung cổ, thuộc giáo phận Ostrava-Opava, tọa lạc tại thị trấn Příbor, huyện Nový Jičín, vùng Moravskoslezský, Cộng hòa Séc. Thánh đường này có tên trong danh sách các di tích văn hóa của Cộng hòa Séc.

## Lịch sử
Nhà thờ Chúa giáng sinh của Đức Trinh Nữ Maria ở Příbor nổi bật với một ngọn tháp cao mảnh mai, là một công trình được tái thiết lại nhiều lần trong suốt chiều dài lịch sử. Phần lâu đời nhất của tòa nhà có niên đại vào thế kỷ 13. Sau đó, nhà thờ được xây dựng lại theo các phong cách kiến trúc khác nhau để phù hợp với từng giai đoạn, bao gồm: kiến trúc Romanesque, kiến trúc Gothic, kiến trúc Phục hưng, và cuối cùng là kiểu Baroque. Ngoài ra, nhà thờ cũng dần có thêm các công trình phụ khác như: phòng tế (không gian dành cho linh mục), nhà nguyện Thánh Urbanô, và nhà nguyện Vườn Gethsemani.
Nghĩa trang xung quanh nhà thờ (có từ thế kỷ 14) đã bị di dời vào cuối thế kỷ 18 theo lệnh cải cách của Hoàng đế Joseph II.